# Mittenbuch
Mittenbuch (mundartlich: Mitərbuəch) ist ein Gemeindeteil der Gemeinde Bodolz im bayerisch-schwäbischen Landkreis Lindau (Bodensee). 

## Geographie
Der Weiler liegt circa 0,5 Kilometer südöstlich des Hauptorts Bodolz. Südlich des Ortes befinden sich die Orte Hoyerberg und Enzisweiler. Nördlich von Mittenbuch befindet sich der Lindauer Stadtteil Schönau.

## Geschichte
Mittenbuch wurde erstmals urkundlich im Jahr 794 als Mittinbach erwähnt. Der Ortsname setzt sich aus dem mittelhochdeutschen Wort mitte für mittig und dem Grundwort -buch für Buchenwald zusammen. Mittenbuch gehörte der Herrschaft Wasserburg an.